# Susann Reck

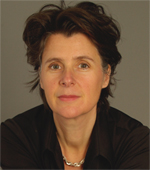
Susann Reck, 2014

Susann S. Reck (* 18. Juli 1966 im Allgäu) ist eine deutsche Filmemacherin, Regisseurin, Autorin und Dramaturgin.

## Leben und Wirken
Susann Reck wuchs in Eschachberg im Allgäu, München und Barcelona auf, wo sie an der Deutschen Schule Barcelona Abitur machte. Sie studierte von 1986 bis 1992 Philosophie, Neuere Geschichte und Romanistik in München und Zürich. Zu dieser Zeit begann sie außerdem am Theater zu hospitieren und zu assistieren, später auch zu inszenieren. 1993 zog sie nach Berlin, wo sie ab 1994 an der Filmhochschule Babelsberg Filmregie studierte. Seit ihrem Abschluss arbeitet Reck als Filmemacherin, Regisseurin, Autorin und Dramaturgin in Berlin.
Susann Reck realisierte Filme als Regisseurin, den Dokumentarfilm Blender auch als Produzentin und Kamerafrau. Als Autorin schreibt sie für das queere Magazin Siegessäule, L-Mag und das Online-Magazin AVIVA-Berlin. Als Dramaturgin berät sie Autoren sowie Verlage wie Reprodukt und Voland & Quist. Sie engagiert sich zudem ehrenamtlich für ProQuote Film sowie für die Queer Media Society.

## Dokumentarfilme (Auswahl)
- 2015 Blender – Ein autobiografisch inspirierter Dokumentarfilm
- 2015 Retroperspective Dietrich Emter – Making-Of[4]
- 2004 Sommertag in Odessa – Auf den Spuren der jüdischen Gemeinde Odessas[5]
- 2002 Gedächtnis der Orte – Wie sieht es an den Plätzen in Brandenburg aus, wo einst Synagogen standen?[6]

## Spielfilme (Auswahl)
- 2000 Strand
- 1998 Allee der Kosmonauten

## Festivals (Auswahl)
Die Filme von Susann Reck liefen u. a. auf der Berlinale im Wettbewerb (Strand), in Rìo de Janeiro, Aspen/USA, St. Petersburg, Sydney, Cottbus, Leipzig, Mannheim und Saarbrücken, wo Allee der Kosmonauten für den Max-Ophüls Preis nominiert war.

## Publikationen
- Susann Reck: Shoah und Prozess – Der Regiestil in den Dokumentarfilmen von Claude Lanzmann und Eberhard Fechner. Akademiker Verlag 2008,  ISBN 978-3-8364-6282-2
- Susann Reck: Film und Chaostheorie. Analyse der Anfangssequenz des Spielfilms "Babel". Grin Verlag 2010, ISBN 978-3-640-65224-2
- Susann Reck: Clip Revolution im Spielfilm. Einflüsse des Videoclips auf narrative Erzählstrukturen. Grin Verlag 2013, ISBN 978-3-640-54538-4